# Ceraptila reniferalis
Ceraptila reniferalis är en fjärilsart som beskrevs av Achille Guenée 1854. Ceraptila reniferalis ingår i släktet Ceraptila och familjen nattflyn. Inga underarter finns listade i Catalogue of Life.